# Onychiuroides cavernicola
Onychiuroides cavernicola is een springstaartensoort uit de familie van de Onychiuridae. De wetenschappelijke naam van de soort is voor het eerst geldig gepubliceerd in 1934 door Stach.